# Classe Galveston
La classe Galveston est une classe de trois croiseurs lance-missiles de l'United States Navy en service entre 1958 et 1979.
Construits à l'origine comme des croiseurs légers (CL) de la classe Cleveland pendant la Seconde Guerre mondiale, trois navires sont reclassés en 1957 comme croiseurs légers à missiles guidés (CLG) de classe Galveston et équipés du système de missiles sol-air à longue portée Talos. Pendant les deux années de travaux, la superstructure arrière est complètement remplacée et tous les canons arrière sont retirés pour faire place au lanceur à deux bras Talos et à un magasin de stockage de 46 missiles. Trois grands mâts sont également installés afin d'accueillir divers radars et des systèmes de guidage de missiles et de communication. L'USS Little Rock (CLG-4) et l'USS Oklahoma City (CLG-5) sont simultanément convertis en navire amiral de la flotte, ce qui implique le retrait de deux tourelles avant doubles de 5 pouces (127 mm) et d'une tourelle triple de 6 pouces (152 mm), et leur remplacement par une superstructure avant reconstruite et agrandie. L'USS Galveston (CLG-3) conserve lui, l'armement avant standard de la classe Cleveland : trois tourelles doubles de 5 pouces (127 mm) et deux tourelles triples de 6 pouces (152 mm).
Un schéma similaire est suivi pour la conversion de trois autres navires de la classe Cleveland, USS Providence (CLG-6), USS Springfield (CLG-7) et USS Topeka (CLG-8) pour exploiter le système de missiles sol-air Terrier, créant ainsi la classe Providence. Le Providence et le Springfield sont équipés comme navire-amiral de la flotte, mais pas le Topeka.
Comme les croiseurs de la classe Providence, les navires de la classe Galveston souffrent de graves problèmes de stabilité causés par la masse du système de missiles. En effet, les navires de la classe Galveston sont plus affectés par le système de missiles lourds Talos que les navires équipés de Terrier. Des mesures de réduction de masse et l'utilisation de ballast sont effectuées pour améliorer la stabilité. Pour les mêmes raisons, les croiseurs, en particulier le Galveston, souffre également d'un effet d'arc sur la coque.
Les trois navires de la classe Galveston sont mis hors service et intégrés à la flotte de réserve entre 1970 et 1979. Lors du reclassification des navires de l'United States Navy en 1975, le Little Rock et l'Oklahoma City sont reclassés en croiseurs à missiles guidés (CG). Les navires sont radiés du registre des navires de guerre entre 1973 et 1979. Le Galveston est démoli au milieu des années 1970, l'Oklahoma City est coulé comme cible en 1999, et le Little Rock est transformé en navire musée à Buffalo (New York).

## Conception
Il s'agit de trois navires de la classe Cleveland transformés en croiseurs lance-missiles équipés de missiles antiaériens RIM-8 Talos tirés par les lanceurs double MK 7, ce système rajouté plus de 180 tonnes au-dessus du pont principal, les missiles étant rangés en position verticale sur celui-ci, les ogives étant à fond de cale 4 ponts en dessous.
Trois autres navires sont également transformés par la suite et forment la classe Providence armés de RIM-2 Terrier.

## Unités de la classe
| Nom                       | Image | Constructeur                         | Commission       | Retrait du service |
| ------------------------- | ----- | ------------------------------------ | ---------------- | ------------------ |
| USS Galveston (CLG-3)     |       | William Cramp and Sons, Philadelphie | 28 mai 1958      | mai 1970           |
| USS Little Rock (CLG-4)   |       | William Cramp and Sons, Philadelphie | 3 juin 1960      | 22 novembre 1976   |
| USS Oklahoma City (CLG-5) |       | William Cramp and Sons, Philadelphie | 7 septembre 1960 | 15 décembre 1979   |